# HLA-B
HLA-B (англ. HLA class I histocompatibility antigen, B-7 alpha chain) – білок, який кодується однойменним геном, розташованим у людей на короткому плечі 6-ї хромосоми. Довжина поліпептидного ланцюга білка становить 362 амінокислот, а молекулярна маса — 40 460.
| 10         |  | 20         |  | 30         |  | 40         |  | 50         |
| ---------- |  | ---------- |  | ---------- |  | ---------- |  | ---------- |
| MLVMAPRTVL |  | LLLSAALALT |  | ETWAGSHSMR |  | YFYTSVSRPG |  | RGEPRFISVG |
| YVDDTQFVRF |  | DSDAASPREE |  | PRAPWIEQEG |  | PEYWDRNTQI |  | YKAQAQTDRE |
| SLRNLRGYYN |  | QSEAGSHTLQ |  | SMYGCDVGPD |  | GRLLRGHDQY |  | AYDGKDYIAL |
| NEDLRSWTAA |  | DTAAQITQRK |  | WEAAREAEQR |  | RAYLEGECVE |  | WLRRYLENGK |
| DKLERADPPK |  | THVTHHPISD |  | HEATLRCWAL |  | GFYPAEITLT |  | WQRDGEDQTQ |
| DTELVETRPA |  | GDRTFQKWAA |  | VVVPSGEEQR |  | YTCHVQHEGL |  | PKPLTLRWEP |
| SSQSTVPIVG |  | IVAGLAVLAV |  | VVIGAVVAAV |  | MCRRKSSGGK |  | GGSYSQAACS |
| DSAQGSDVSL |  | TA         |  |            |  |            |  |            |

A: Аланін

C: Цистеїн

D: Аспарагінова кислота

E: Глутамінова кислота

F: Фенілаланін

G: Гліцин

H: Гістидин

I: Ізолейцин

K: Лізин

L: Лейцин

M: Метіонін

N: Аспарагін

P: Пролін

Q: Глутамін

R: Аргінін

S: Серин

T: Треонін

V: Валін

W: Триптофан

Задіяний у таких біологічних процесах, як імунітет, взаємодія хазяїн-вірус. 
Локалізований у мембрані.